# Katarina Blagojević
Pour les articles homonymes, voir Blagojević.
Katarina Blagojević ou Blagojević-Jovanović est une joueuse d'échecs yougoslave puis serbe née Katarina Jovanović le 31 octobre 1943 à Belgrade et morte le 15 novembre 2021. Elle a obtenu le titre de maître international féminin en 1964 et celui de grand maître international féminin honoraire en 1986.

## Biographie et carrière
Jovanović fut championne de Yougoslavie à trois reprises : en 1961, 1972 et 1974. Elle fut candidate au championnat du monde d'échecs féminin en 1964, terminant à la quatrième-cinquième place ex æquo avec 11 points marqués en 17 parties. En 1971, elle finit neuvième lors du tournoi interzonal féminin de Ohrid avec 9 points marqués en 17 parties. En 1973, elle fut 11e-12e du tournoi interzonal de Minorque avec 11 points marqués en 19 parties.
Elle remporta le tournoi de Beverwijk féminin en 1960, 1961 et 1962, le tournoi d'Amsterdam 1963 et le championnat de Belgrade féminin en 1964.
Elle représenta la Yougoslavie lors de cinq olympiades féminines consécutives de 1963 à 1974, marquant 31 points en 45 parties, remportant la médaille de bronze individuelle au troisième échiquier lors de l'Olympiade d'échecs féminine de 1966 et la médaille d'argent par équipe lors de l'olympiade féminine de 1963.